# Доу У
Доу У (кит. трад. 竇武, упр. 窦武, ? — 168), взрослое имя Юпин (кит. трад. 游平) — ханьский государственный деятель.

## Биография
Доу У был потомком Доу Жуна, бывшего союзником Гуанъу-ди — императора-основателя Восточной Хань. Его отец Доу Фэн был правителем области.
Доу У стал известен как знаток классиков. Он содержал частную академию и на 100 студентов и первоначально не выказывал интереса к политике. В 165 году его старшая дочь Доу Мяо вошла в гарем императора Хуань-ди, и вскоре была провозглашена императрицей. Доу У был назначен полковником в Северной Армии и получил феод с доходом с пяти тысяч дворов.
Позже Доу У был назначен «полковником городских врат» (城門校尉), ответственным за оборону столицы. Он покровительствовал студентам и младшим чиновникам, повышая и награждая их, в то время как сам вёл простую жизнь. Это дало ему превосходную репутацию и благодарность многих людей. Он нашёл общий язык с Чэнь Фанем и другими сановниками.
Когда произошло первое несчастье заточения сторонников, он смог облегчить участь Ли Ина и других арестованных. Пригрозив уйти в отставку и отказаться от всех полученных титулов и владений, он добился того, что арестованных отпустили. Императору не была по нраву политическая деятельность Доу У, да и императрицу он тоже не любил. Но в январе 168 года Хуань-ди умер, не оставив наследников, и императрица Доу получила власть над правительством и выбором нового императора.
Императрица обратилась к своему отцу. Доу У не стал совещаться со старшими министрами. Он хотел выбрать из потомков Хэяньского вана Лю Кая, сына императора Чжан-ди и спросил совета служащего цензората Лю Шу, который был из тех мест. Лю Шу предложил десятилетнего Лю Хуна, который и стал императором.
Доу У со своей дочерью стали повышать и награждать своих родственников и союзников. Доу У получил должность «главного генерала» (大將軍), которая давала контроль на Северной Армией — главной военной силой в столице. Вместе с Чэнь Фанем и Ху Гуаном он контролировал правительство и вернул на высокие должности Ли Ина и других опальных чиновников.
Они собирались реформировать правительство в конфуцианском духе, но этому препятствовали возвысившиеся при Хуань-ди евнухи. Прямолинейный Чэнь Фань убедил Доу У начать чистки, но вдовствующая императрица Доу прислушалась к евнуху Цао Цзе и не одобрила предложения своего отца. Доу У стал готовить переворот. Осенью 168 года его подчинённые арестовали евнуха Чжэн Ли и добились он него признательных показаний против Цао Цзе и Ван Фу. Доу У отправил послание с предложением об аресте Цао Цзе и Ван Фу, и отправился спать. Евнух Чжу Юй перехватил письмо и организовал контрпереворот. Евнухи убедили императора в своей правоте, арестовали императрицу и отбили атаку Чэнь Фаня. Доу У пытался поднять Северную Армию, но солдаты не пошли против указа императора и прибывшего евнухам на помощь пограничного генерала Чжан Хуаня. Доу У был вынужден совершить самоубийство. Его семья была уничтожена, а оставшиеся родственники и клиенты высланы на юг. Многие сторонники Доу У и Чэнь Фаня были убиты или подверглись люстрации в процессе второго несчастья заточения сторонников.